# Liste der FFH-Gebiete im Landkreis Bad Tölz-Wolfratshausen
Die Liste der FFH-Gebiete im Landkreis Bad Tölz-Wolfratshausen zeigt die FFH-Gebiete des oberbayerischen Landkreises Bad Tölz-Wolfratshausen in Bayern. Teilweise überschneiden sie sich mit bestehenden Natur-, Landschaftsschutz- und EU-Vogelschutzgebieten.
Im Landkreis befinden sich 16 und zum Teil mit anderen Landkreisen überlappende FFH-Gebiete.
| Attenloher Filzen und Mariensteiner Moore                         |    | 8235-371 WDPA: 555522189 | Landkreis Miesbach, Landkreis Bad Tölz-Wolfratshausen                                            |                                                                                          | ⊙ | 650,20    |  |
| Ellbach- und Kirchseemoor                                         |    | 8235-301 WDPA: 555522188 | Landkreis Miesbach, Landkreis Bad Tölz-Wolfratshausen                                            |                                                                                          | ⊙ | 1.173,00  |  |
| Extensivwiesen um Glentleiten bei Großweil                        | BW | 8333-371 WDPA: 555522245 | Landkreis Garmisch-Partenkirchen, Landkreis Bad Tölz-Wolfratshausen                              |                                                                                          | ⊙ | 132,37    |  |
| Fledermaus-Kolonien im Südwesten Oberbayerns                      |    | 8134-303 WDPA: 555522140 | Landkreis Garmisch-Partenkirchen, Landkreis Landsberg am Lech, Landkreis München                 | auch in den Landkreisen Bad Tölz-Wolfratshausen und Weilheim-Schongau                    | ⊙ | 0,00      |  |
| Jachenau und Extensivwiesen bei Fleck                             |    | 8434-372 WDPA: 555522282 | Landkreis Bad Tölz-Wolfratshausen                                                                |                                                                                          | ⊙ | 1.453,79  |  |
| Kammmolchlebensraum bei Kochel                                    | BW | 8334-372 WDPA: 555522248 | Landkreis Bad Tölz-Wolfratshausen                                                                | Das „zentrale Schutzgut im Gebiet“ ist der Pfundweiher (Naturdenkmal) als Laichgewässer. | ⊙ | 31,19     |  |
| Karwendel mit Isar                                                |    | 8433-301 WDPA: 555537972 | Landkreis Garmisch-Partenkirchen, Landkreis Bad Tölz-Wolfratshausen                              |                                                                                          | ⊙ | 19.590,00 |  |
| Kesselberggebiet                                                  |    | 8334-373 WDPA: 555522249 | Landkreis Bad Tölz-Wolfratshausen                                                                |                                                                                          | ⊙ | 647,95    |  |
| Loisach                                                           |    | 8234-372 WDPA: 555522187 | Landkreis Bad Tölz-Wolfratshausen                                                                |                                                                                          | ⊙ | 192,74    |  |
| Loisach-Kochelsee-Moore                                           |    | 8334-371 WDPA: 555537968 | Landkreis Garmisch-Partenkirchen, Landkreis Weilheim-Schongau, Landkreis Bad Tölz-Wolfratshausen |                                                                                          | ⊙ | 1.900,30  |  |
| Loisachleiten                                                     | BW | 8134-372 WDPA: 555522142 | Landkreis Bad Tölz-Wolfratshausen                                                                |                                                                                          | ⊙ | 306,52    |  |
| Moore südlich Königsdorf, Rothenrainer Moore und Königsdorfer Alm |    | 8134-371 WDPA: 555522141 | Landkreis Bad Tölz-Wolfratshausen                                                                |                                                                                          | ⊙ | 1.100,28  |  |
| Moore um Penzberg                                                 |    | 8234-371 WDPA: 555522186 | Landkreis Weilheim-Schongau, Landkreis Bad Tölz-Wolfratshausen                                   |                                                                                          | ⊙ | 1.161,21  |  |
| Moore zwischen Dietramszell und Deining                           |    | 8135-371 WDPA: 555522143 | Landkreis München, Landkreis Bad Tölz-Wolfratshausen                                             |                                                                                          | ⊙ | 960,34    |  |
| Oberes Isartal                                                    |    | 8034-371 WDPA: 555522103 | Landkreis Garmisch-Partenkirchen, Landkreis Bad Tölz-Wolfratshausen, Landkreis München           | auch in München                                                                          | ⊙ | 4.669,78  |  |
| Probstalm und Probstenwand                                        |    | 8334-302 WDPA: 555522246 | Landkreis Bad Tölz-Wolfratshausen                                                                |                                                                                          | ⊙ | 88,00     |  |
| Legende für Fauna-Flora-Habitat                                   |    |                          |                                                                                                  |                                                                                          |   |           |  |